# خانه ارسطوئی
خانه ارسطوئی مربوط به دوره قاجار است و در اصفهان، محله قصر منشی ـ خیابان نشاط، خیابان شهید خادم القرآن واقع شده و این اثر در تاریخ ۱۲ اردیبهشت ۱۳۷۷ با شمارهٔ ثبت ۲۰۰۷ به‌عنوان یکی از آثار ملی ایران به ثبت رسیده‌است.